# Ojitos lindos
«Ojitos lindos» es una canción del cantante puertorriqueño Bad Bunny y la banda colombiana Bomba Estéreo. Fue lanzado el 6 de mayo de 2022 por Rimas Entertainment, como la decimocuarta pista del quinto álbum de estudio de Bad Bunny, Un verano sin ti (2022), mientras que el 14 de febrero de 2023 se lanzó como el noveno sencillo del álbum mencionado. La canción fue escrita por Benito Martínez, Lisa Saumet y Simón Mejía, estos dos últimos integrantes de la banda colombiana Bomba Estéreo. La canción fue producida por Tainy, La Paciencia y mAsis.

## Composición
Es una canción principalmente de reguetón, con elementos de cumbia, indie pop y música psicodélica.
La letra de la canción describe a una novia que anhela volver a ver a su novio y piensa en su olor. Ella le pide que la mire a los ojos, pero el novio responde que no le responde «buenos días, te amo».

## Recepción crítica
Billboard clasificó a «Ojitos lindos» como la tercera mejor canción de colaboración de Un verano sin ti, escribiendo que la «colaboración entre Bad Bunny y Bomba Estéreo fusiona perfectamente ambos mundos» y que «prospera en la fusión de trompetas y sus ritmos frescos con una combinación fascinante» de la voz aguda de Liliana Saumet, así como los «versos profundos y arrastrados» de Bad Bunny.

## Desempeño comercial
Tras el lanzamiento de su álbum principal, «Ojitos lindos» se ubicó en el puesto 26 en el Billboard Hot 100 de EE. UU. con fecha del 21 de mayo de 2022, lo que la convirtió en la novena pista más alta de Un verano sin ti, así como en las listas de Hot Latin Songs en el número 8. A pesar de no haber sido lanzada como sencillo, la canción demostró ser un éxito comercial significativo, ya que alcanzó el puesto número uno en Bolivia, Chile, Colombia, Costa Rica, Ecuador, México y Perú, además de ubicarse en el Billboard Global 200 en el número 4. Además, se ubicó dentro del top 5 en Argentina y España.

## Promoción
Un visualizador de audio de 360° de la canción se subió a YouTube el 6 de mayo de 2022, junto con los otros videos visualizadores del resto de canciones de Un verano sin ti.
El 14 de febrero de 2023 se lanzó el videoclip de la canción. En él se puede apreciar al artista disfrutando de su soltería y estando con varias mujeres, pero su sonrisa se desvanece en cada cita. Luego de sufrir un accidente automovilístico, ninguna de ellas acude a visitarlo, solo su mascota Sansa. En la vida real, Bad Bunny declaró que se inspiró en esta para componer la canción.

## Posicionamiento en listas
| Listas (2022)                 | Mejor posición |
| ----------------------------- | -------------- |
| Argentina Hot 100 (Billboard) | 4              |
| Bolivia Songs (Billboard)     | 1              |
| Chile Songs (Billboard)       | 1              |
| Colombia Songs (Billboard)    | 1              |
| Costa Rica Songs (Fonotica)   | 1              |
| Ecuador Songs (Billboard)     | 1              |
| Billboard Hot 100             | 26             |
| Hot Latin Songs (Billboard)   | 8              |
| El Salvador (Monitor Latino)  | 18             |
| España (Promusicae)           | 2              |
| Global 200 (Billboard)        | 4              |
| Honduras (Monitor Latino)     | 18             |
| Mexico Songs (Billboard)      | 1              |
| Panamá (Produce)              | 33             |
| Paraguay (Monitor Latino)     | 1              |
| Paraguay (SGP)                | 1              |
| Peru Songs (Billboard)        | 1              |
| Portugal (AFP)                | 67             |
| Suiza (Schweizer Hitparade)   | 62             |

## Certificaciones
| País   | Organismo certificador | Certificación | Ventas certificadas | Ref.   |
| ------ | ---------------------- | ------------- | ------------------- | ------ |
| España | PROMUSICAE             | Oro           | 30 000              | [ 26 ] |